# Fernando Martínez Cué
Fernando Josaphat Martínez Cué (Cuernavaca, Morelos, 5 de mayo de 1965) es un político mexicano.

## Biografía
Estudió la primaria y la secundaria en el Colegio Morelos de Cuernavaca. Es licenciado en administración, del Instituto Tecnológico y de Estudios Superiores de Monterrey. Es empresario y ha participado en distintas posiciones de carácter ciudadano, siendo militante de al menos cuatro partidos.
Fue elegido diputado local por el distrito electoral local 2 de Morelos a la XLVII Legislatura del Congreso del Estado de Morelos de 1997 a 2000.
Fue diputado federal del Partido Acción Nacional por el distrito electoral federal 1 de Morelos a la LVIII Legislatura de 2000 a 2003, aunque en 2002 renunció a su militancia en el PAN y pasó a ser diputado independiente.
En 2005 fue designado candidato para la gubernatura de Morelos por la Coalición Por el Bien de Todos en las elecciones de 2006. Quedó en segundo lugar en una cerrada elección e impugnó los resultados, si bien fue ratificado el triunfo de su contricante del PAN, Marco Adame Castillo. 
Fue nuuevamente elegido diputado local por el distrito electoral local 3 de Morelos por el Partido Revolucionario Institucional a la LI Legislatura de 2009 a 2012. Posteriormente fue candidato a la sindicatura municipal que, junto con Jorge Morales Barud, fueron elegidos para el ayuntamiento de Cuernavaca.